# Stanisława Paleolog

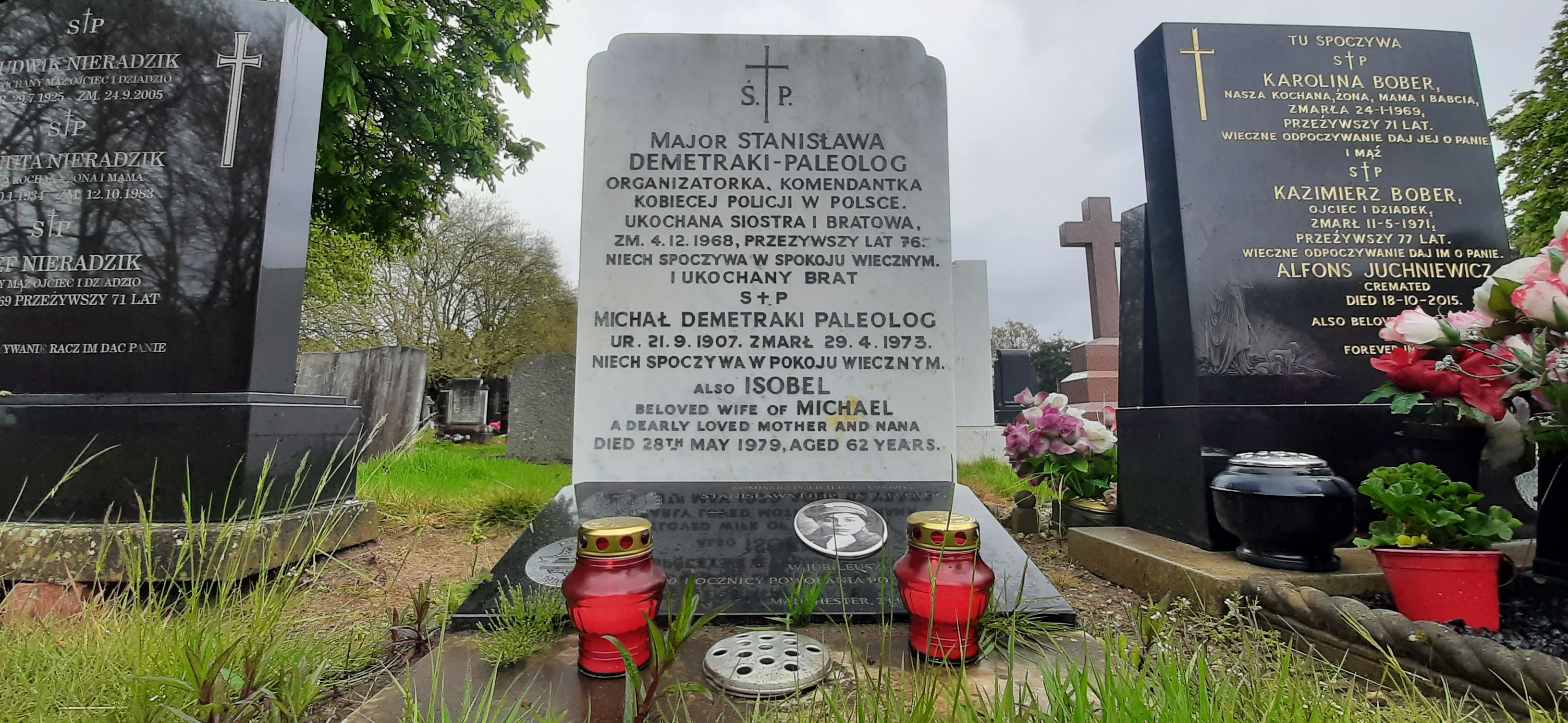
Grób Stanisławy Paleolog w Manchesterze

Stanisława Filipina Demetraki-Paleolog, ps. „Zofia”, „Łucka”, „Monika” (ur. 4 maja 1892 w Rumnie, zm. 3 grudnia 1968 w Penley) – działaczka niepodległościowa, uczestniczka czterech wojen, podpułkownik Wojska Polskiego RP, komisarz Policji Państwowej, funkcjonariuszka Policji Polskiej GG, kapitan czasu wojny w ramach Związku Walki Zbrojnej i Armii Krajowej, minister w pierwszym rządzie Antoniego Pająka na uchodźstwie.

## Życiorys
Uczyła się w lwowskiej pensji dla dziewcząt sióstr sakramentek, a następnie studiowała w Akademii Handlowej we Lwowie. Podczas I wojny światowej działała w Polskiej Organizacji Wojskowej. 
U kresu wojny wzięła udział w obronie Lwowa w trakcie wojny polsko-ukraińskiej, w listopadzie 1918 wstępując do Straży Obywatelskiej, służyła w stopniu kaprala. Służyła jako sanitariuszka. Odbywając służbę kurierki została ranna podczas próby przejścia przez front. Wstąpiła do Milicji Obywatelskiej w grudniu 1918, następnie do Ochotniczej Legii Kobiet. Była pierwszą kurierką. Jako kurierka służyła także jej siostra Helena. Pełniła funkcję adiutantki komendantki OLK, Aleksandry Zagórskiej. Po tym jak 1 kwietnia 1920 utworzono Wydziały Ochotniczej Legii Kobiet przy Sekcji Mobilizacyjnej Oddziału I Sztabu Ministerstwa Spraw Wojskowych w Warszawie, została w stopniu podporucznika OLK adiutantką naczelniczki mjr A. Zagórskiej oraz objęła kierownictwo referatu spraw personalnych. W 1920 w szeregach OLK uczestniczyła w wojnie polsko-bolszewickiej pod Warszawą.
Od 1922 do 1924 pracowała na stanowisku urzędniczym w Szpitalu św. Łazarza w Krakowie. W 1925 wstąpiła do Policji Państwowej. Od 1925 kierowała Policją Kobiecą i zajmowała się jej organizowaniem. Została awansowana do stopnia aspiranta od 1 stycznia 1928, na początku kwietnia 1933 na stopień podkomisarza, a od 1 stycznia 1939 do stopnia komisarza. Pełniła stanowisko kierownika sanitarno-obyczajowej VI brygady Urzędu Śledczego przy ul. Daniłowiczowskiej w Warszawie (zajmującej się zwalczaniem nierządu i handlu żywym towarem). W czerwcu 1929 została dowódcą kompanii na kursie nowych funkcjonariuszek tej brygady. Od 1935 do 1939 kierowała referatem ds. oficerów i szeregowych Policji Kobiecej w Centrali Służby Śledczej Komendy Głównej Policji Państwowej. Na początku 1930 weszła w skład komitetu organizacyjnego koło mające na celu ratowanie dzieci moralnie zaniedbanych ze szkoły nr 178 w Warszawie.
Po wybuchu II wojny światowej w okresie okupacji niemieckiej i służyła w Policji Polskiej Generalnego Gubernatorstwa. Jednocześnie konspiracyjnie działała w Związku Walki Zbrojnej oraz Armii Krajowej. Zajmowała się organizowaniem i szkoleniem żołnierzy w składach brygad obserwacyjno‑wywiadowczych i żeńskich grup wywiadowczo‑dywersyjnych. Współorganizowała Państwowy Korpus Bezpieczeństwa. Była przydzielona do Komendy Głównej Armii Krajowej, Oddział IV (Kwatermistrzowski, Szefostwo Produkcji Konspiracyjnej „Cieśla” („Perkun”, „Waga”, „Drzewo”). Brała udział w powstaniu warszawskim w jednostce I Obwód „Radwan” (Śródmieście), Zgrupowanie „Chrobry II” (oficer informacyjny), Kierownictwo Produkcji Uzbrojenia. Po powstaniu opuściła Warszawę wraz z ludnością cywilną.
Po wojnie 10 sierpnia 1946, w obliczu zagrożenia aresztowaniem wyjechała z Polski. 12 września tego roku została przyjęta do 2 Korpusu Polskiego we Włoszech i zweryfikowana w stopniu majora ze starszeństwem z 1 października 1944. Następnie przeniosła się do Wielkiej Brytanii i osiadła w Londynie. 15 października 1954 roku Prezydent RP August Zaleski powołał ją na członka drugiego składu Sądu Obywatelskiego w Londynie. 11 października 1955 została ministrem w pierwszym rządzie Antoniego Pająka władz RP na uchodźstwie. W 1957 ukazała się książka autorstwa Stanisławy Paleolog pt. The Women Police in Poland 1925–1939. Do końca życia pozostawała w stopniu podpułkownika.
Na skutek krwotoku śródmózgowego została sparaliżowana. Ostatnie 11 lat życia spędziła w szpitalu Penley, w którym zmarła 3 grudnia 1968. Pochowana na Southern Cemetery w Manchesterze (sekcja K, grób numer 450).

## Ordery i odznaczenia
- Krzyż Komandorski Orderu Odrodzenia Polski (30 lipca 1957)[24]
- Krzyż Niepodległości (19 grudnia 1933)[25]
- Krzyż Walecznych[26]
- Srebrny Krzyż Zasługi (23 listopada 1929)[27][26]
- Medal Pamiątkowy za Wojnę 1918–1921[26]
- Medal Dziesięciolecia Odzyskanej Niepodległości[26]
- Krzyż Obrony Lwowa z mieczami